# Pink
Pink (tudi P!nk, pravo ime Alecia Beth Moore Hart), ameriška pop-rock pevka, * 8. september 1979, Doylestown, Pensilvanija.

## Življenje
Alecia Beth Moore se je rodila veteranu Vietnamske vojne Jamesu Mooru in medicinski sestri Judy Kugel. Po materini strani je judovskih korenin, po očetovi pa nemško-irsko-litvanske krvi. Sama se ima za Judinjo . Ko je imela pevka 7 let sta se starša ločila.
Svoj prvi album z naslovom Can't Take Me Home (R&B) leta 2000 pri založbi LaFace Records. Njen drugi album, M!ssundaztood (pop-rock), je izšel leta 2001 in je njen najbolj prodajani album do sedaj. Tretji album iz leta 2003, Try This, ni dosegel enakega prodajnega uspeha kot M!ssundaztood. Leta 2006 sledil še četrti album z naslovom I'm Not Dead, ki je bil svetovna uspešnica. Pink je do sedaj prodala preko 37 miljionov izvodov albumov. Junija leta 2008 je izšel njen peti album Funhouse, s katerim je nadgradila stil predhodnega albuma. Leta 2010 je izdala svoje hite v albumu z naslovom Greatest Hits... So Far !! ! The Thrut About Love pa je izšel 2012. Pink je postala tudi Billboardova ženska leta 2013.

## Zasebno življenje

### Poroka
Pink je leta 2005 zaprosila motokrosista Carey Hart. Na njegovi dirki v mestu Mammoth Lakes, Kalifornija, je ob progi v zrak držala tablo, na kateri je pisalo: »Ali bi se poročil z mano?« (»Will you marry me?«). Na drugi stani pa je pisalo: »Resno mislim!« (»I'm Serious!«). Ko je opazil tablo, se je skoraj ponesrečil. Poročila sta se v Costa Rici 7. 1. 2006 ob sončnem zahodu. Po mesecih govoric je njena publicistka, Michele Schweitzer, reviji People 19. 2. 2008 povedala, da sta se pevka in Carey Hart ločila»Ta odločitev je bila storjena med dvema najboljšima prijateljema z veliko ljubezni in spoštovanjem drug do drugega,« je povedala Michele Schweitzer. Vendar se ločila nista Pink je spoznala Harta na 2001 X Games v Las Vegasu. Pink je vložila vlogo za ločitev 21. februar 2008. Ločitvenih dokumentov nista nikoli podpisala. Leta 2011 se jima je rodila hčerka Willow.

## Kariera

##### Filmografija
- Ski to the max (2000)
- Rollerball (2002)
- Saturady Night Live (2002)
- Saturday Night Live (2003)
- Punk´d (2003)
- Charlie's Angels: Full Throttle (2003)
- Catacombs (2007)
- SpongeBob SquarePants (2009)
- Get Him to the Greek (2010)
- Happy Feet Two (2011)

- Thanks for Sharing (2013)

#### Studijski albumi
- Can´t Take Me Home (2000)
- Missundaztood (2001)
- Try This (2003)
- I´m Not Dead (2006)
- Funhouse (2008)
- The Truth About Love (2012)
- Beautiful Trauma (2017)
- Hurts 2B Human (2019)
- Trustfall (2023)

#### Turneje
- Party Tour (2002)
- Try This Tour (2004)
- I´m Not Dead Tour (2006-07)
- Funhouse Tour (2009)
- The Funhouse Summer Carnival (2010)
- The Truth About Love Tour (2013–2014)

The Funhouse Summer Carnival